# SN 2005lf
SN 2005lf – supernowa typu Ia odkryta 3 listopada 2005 roku w galaktyce A231842-0112. W momencie odkrycia miała maksymalną jasność 22,40m.